# Edward Battersby Bailey
Sir Edward Battersby Bailey (Marsden, Kent, 1 de julho de 1881 — Londres, 19 de março de 1965) foi um geólogo britânico.
Foi diretor da "British Geological Survey" e professor de geologia da Universidade de Glasgow.
Distinguiu-se pelas suas contribuições no conhecimento da estrutura das montanhas e seus estudos sobre tectonismo e vulcanismo.
Foi laureado com a Medalha Bigsby em 1923, com a Medalha Murchison em 1935 e com a Medalha Wollaston em 1948, pela Sociedade Geológica de Londres. Recebeu também a Medalha Real pela Royal Society em 1943.

## Obras
- "Mountains in geology", 1951
- "Geological Survey of Great Britain", 1952
- "James Hutton-the founder of modern geology", 1967